# Baton
Baton I. Dezitijat je bio Ilirski vojskovođa koji je poveo Dezitijate u Velikoj Ilirskoj pobuni poznatoj i kao "Batonski rat" protiv Rimskog Carstva od 6. – 9. godine.
On je najvjerojatnije rođen između 35. i 30. pr. Kr. u današnjoj Središnjoj Bosni i pripadao je starosjedilačkom plemenu Dezitijata koji su od 33. pr. Kr. bili pod rimskom vlašću kao poluneovisno stanovništvo (peregrine civitas). Njihovo područje je potpadalo pod rimsku provinciju Ilirik (Illyricum) čije je središte bilo u Saloni (današnji Solin).

## Batonski rat
God. 6., Rimljani su planirali napasti germansko pleme Markomane (u današnjoj Sloveniji), te je za to car August naredio mobilizaciju susjednih Ilira. No u proljeće iste godine Ilirske snage u Bosni pod zapovjedništvom Batona su se pobunile.Njima se pridružilo ilirsko pleme Breuci u panonskom dijelu Ilirika, čiji se vođa također zvao Baton (Baton Breučki).
Rim je bio primoran poslati 10 legija i isti broj savezničkih snaga i plaćenika kako bi skršio ovaj ustanak. Čak su bili primorani kupiti i osloboditi tisuće robova kako bi imali dovoljno vojnika; što se nije dogodilo još od Bitke kod Kane 200 godina ranije. Vrhovni vođa rimskih snaga je bio budući rimski car,Tiberije. Nakon dvije godine ratovanja, u ljeto 8. godine, Baton Breučki se predao Tiberijevoj vojsci na obali rijeke Bathinus (vjerojatno Bosna). Baton je neuspješno opsjedao Salonu, i naposljetku ga je porazio Marko Valerije Mesala, koji je napao sa sjevera udruživši se s prevrtnički nastrojenim Batonom Breučkim. Nakon poraza Baton je uspio zarobiti i pogubiti Batona Breučkog, ali su sljedeće godine Tiberije, i njegov nećak Germanik, pokrenuli veliku ofanzivu protiv Dezitijata. Nakon žestokih bitku, u rujnu 9. godine, samo nekoliko dana prije poraza u Teutoburškoj šumi protiv Germana, Baton i Dezitijati su se predali Tiberiju. Navodno je na Tiberijevo pitanje zašto su se pobunili, Baton rekao: "Vi ste Rimljani krivi jer ste umjesto pastirskih pasa poslali vukove da čuvaju vaše stado." Baton je proveo ostatak života u talijanskom gradu Raveni gdje su obično bili zarobljeni neprijateljski vojskovođe.

## Poveznice
- Iliri
- Popis Ilirskih vladara
- Dezitijati